# Gregorio Hernández de Alba
Gregorio Hernández de Alba (* 20. Juni 1904 in Bogotá; † 1973 ebenda) war ein kolumbianischer Archäologe und Ethnologe. Er gilt als einer der „Gründerväter“ der Archäologie und Anthropologie in Kolumbien. Hernández de Alba war ein aktiver Schützer der Indigenen Kultur.
Hernández de Alba begann in den 1930er Jahren, sich mit Archäologie zu befassen. 1935 war er einer der Begründer der Organisation der Archäologie in Kolumbien. Diese Gemeinschaft organisierte viele Expeditionen: Die erste Reise fand im Jahr 1936 statt und dauerte vier Monate lang. Das Ziel lag darin, das Volk und die Kultur der indigenen Völker in der Guajira (Tropische Zone im Norden Kolumbiens) zu entdecken und zu erforschen. Als Hernández de Alba von dieser Expedition zurückkehrte, plante er mit einigen anderen Interessierten, eine Ausstellung mit den erforschten und gefundenen Objekten zu eröffnen. Im Jahre 1938 wurde dann die Idee einer Ausstellung, die archäologische Funde und Informationen über die besuchten Völker beinhaltete, umgesetzt. Ein begeisterter Besucher der Ausstellung war Paul Rivet, Direktor des Musée de l’Homme in Paris, der ihm vorschlug, Archäologie in der französischen Hauptstadt zu studieren. Gregorio nahm das Angebot an, musste jedoch bereits ein Jahr später Frankreich, nach dem Eintreffen der Nationalsozialisten, mit Paul Rivet verlassen. Kurz nach seiner Ankunft gründete er 1941 das Archäologische Museum in Bogotá. Um das Museum reicher an Informationen zu machen, unternahm er eine zweite Expedition nach Tierradentro mit der Unterstützung der amerikanischen Universität Yale.
Nach einer Auseinandersetzung mit Paul Rivet beendete Hernández de Alba die Zusammenarbeit und besorgte sich 1944 ein Stipendium in den Vereinigten Staaten, um sein Wissen über die praktische Ausübung der Archäologie und über Fotografie und Film zu vertiefen. 1945 gründete er das „Institut des Caucas“ im Äußeren des Landes, wo die Chancen auf einen guten Abschluss gering sind. Mit dieser Studentengruppe schloss er sich anderen archäologischen Gemeinschaften an. Es wurden weitere Expeditionen in Lateinamerika durchgeführt, wie zum Beispiel 1948 wurden drei Expeditionen nach San Augustin, Tierradentro und Totoro vorgenommen. 1949 zog er sich vom Institut des Caucas zurück und begann seine Erfahrungen schriftlich festzuhalten und zu veröffentlichen. Er schrieb das Buch „Namuy Misag-Unsere Leute“.
1951 zog sich Hernández de Alba nach Bogotá zurück, da sich die politische Lage im Lande verschlechterte und sich die Sicherheitslage verschärfte. Dort gründete Hernández de Alba die Gemeinschaft der Archäologie, die sich vorwiegend mit der Rettung der Indianerstämme befasste. Später erkrankte Gregorio Hernández de Alba und verstarb 1973 in seiner Heimatstadt Bogotá.